# Micromegistus gourlayi
Micromegistus gourlayi är en spindeldjursart som beskrevs av Womersley 1958. Micromegistus gourlayi ingår i släktet Micromegistus och familjen Parantennulidae. Inga underarter finns listade i Catalogue of Life.